# Ђани Родари
Ђани Родари (итал. Giovanni Francesco Rodari, Омења 23. октобар 1920 – Рим 14. април 1980) био је познати италијански новинар и књижевник за децу.

## Биографија
Рођен  у октобру 1920. године у једноставној породици италијанског пекара. Детињство је провео у малом граду Омења који се налази на северу земље. Отац му је умро када је имао само девет година. Ђани је имао још два брата и брига о њима је пала на мајку. Иако је био је лошег здравственог стања  напорно је радио. Одлази на универзитет и паралелно ради као наставник. Већ са 17 година почео је да предаје у нижим разредима. Тада почиње Други светски рат, али због лошег здравственог стања не одлази на фронт. Тешки економски услови и недостатак новца натерали су Родарија да се придружи фашистичкој партији али остаје кратко са њима и придружује се италијанској комунистичкој партији 1944.
Након рата почиње да ради као новинар (од 1948. године) за бројне социјалистичке листове. Године 1953. Родари се оженио, а четири године касније постао отац. Његова кћерка Паола је његово једино дете. Током ових година не објављује радове, бави се новинарством. Године 1957. је положио испит у професионалном новинарству и тако постао професионални новинар.
Родари је умро 1980. године од тешке болести.

## Писање
Родари је сасвим случајно почео писати приче за децу. Радио је као новинар у листу "Унита" те је писао за недељну страницу за породицу. Тада је написао прве приче и песме за децу које је причао својим ученицима када је радио као учитељ у школи. Тако је у споменутим новинама настала рубрика за најмлађе која му је донела велику популарност.
Након 1950. године посветио се писању књига за децу. Писао је песме, приповетке и романе. На самом почетку своје креативне каријере, Родари је писао поезију. Најпознатија је збирка "Шта мирише на занате".  Његова најпознатија дела су: "Телефонске приче", "Чиполино", "Путовање Плаве стреле", "Ђелзонимо у земљи лажљиваца".
Приче и песме Ђанија Родарија преведене су на многе језике: енглески, немачки, румунски, руски и многе друге.

## Избор из дела

### Књижевност за децу
- Чиполино
- Путовање плаве стреле
- Планета испуњених жеља
- Ђелзонимо у земљи лажљиваца
- Телефонске приче
- Планета испуњених жеља
- Ђип у телевизору
- Торта на небу[4][5]

## Награде
Године 1970. Ђани Родари је примио највећу награду за дечју књижевност - Андерсенову награду.